# Саранци
Саранци е село в Западна България.
То се намира на 5 km от с. Макоцево в община Горна Малина, Софийска област.

## География
Село Саранци се намира в планински район, в централната част на Западна България, на надморска височина от 664 m.
В климатично отношение районът попада в област с умереноконтинентално климатично влияние. Отличава се с умерено топло лято и сравнително хладна зима. Средната януарска температура е -1,8 °С, а средната юлска е 18 °С.
Селото е на 37 km североизточно от София и има жп гара на Подбалканската линия Карлово-София, отдалечена на 2 km от самото село.

## История
Старото име на селото е Ташкесен. Настоящото име произлиза от турската дума saranci – човек който тъче килими от памук, но също означава саран, т.е. обсада. Традиционен занаят е каменоделството, което е известно в региона и се развива в специфичен сарански стил в изработката на оброчни и надгробни каменни кръстове.
По време на Руско-турската война руските войници минават през с. Саранци. Тук се води важната за развоя на войната и последвалото освобождение на град София битка при Ташкесен.

## Културни и природни забележителности
Селото е благоустроено, с добре поддържана инфраструктура. Изградени са водоснабдителна, електропреносна и съобщителна мрежи. Липсва обаче канализационна мрежа. В него функционират читалище „Пробуда“, магазини и заведения за хранене и развлечение.
В село Саранци има 3 паметника.

## Други
На Саранци е наречена улица в кварталите „Васил Левски“ и „Христо Ботев“ в София (Карта).